# 共栄社
株式会社共栄社（きょうえいしゃ）は、愛知県豊川市に本社を置く日本の緑地管理機械（芝刈機や草刈機など）の製造・販売会社。
「バロネス（BARONESS）」のブランドで知られている。

## 沿革
1910年、創業者・林總吉が養蚕具の製造・販売を手がける「共栄社」を設立、1918年に株式会社へ組織変更。大正期に開発した人力脱穀機の成功で会社は軌道に乗り、海外にも進出している。
戦後はホーネンス耕運機なども手がけ、1959年に現在の主要商品である芝刈機の製造を開始、「バロネス」の商標もこの時から登場した。以降草刈機にも参入し、現在はこれら製品が主にゴルフ場や各種グラウンドなどで見かけることができる。

## 製品について
家庭用の小型製品から、乗用タイプのものまで様々なものが用意されている。なおエンジンは自社では製造せず、複数の産業エンジンメーカーのものを導入している。

## 製品が利用されているグラウンドなど
- 阪神甲子園球場（阪神園芸）
- ほっともっとフィールド神戸（同上）
- 埼玉スタジアム2002
- 茨城県立カシマサッカースタジアム
- 豊田スタジアム
- 札幌ドーム（サッカー用フィールドのみ）